# Aerobryopsis cirrifolia
Aerobryopsis cirrifolia là một loài Rêu trong họ Meteoriaceae. Loài này được (Schwägr.) Broth. ex Paris miêu tả khoa học đầu tiên năm 1909.